# FLOWER AFTERNOON
『FLOWER AFTERNOON』（フラワー・アフターヌーン）は、FM802で放送されていたラジオ番組。

## 概要
1997年4月スタート。洋・邦楽の最新ナンバーやゴールドヒットを中心にオンエアするほか、曜日ごとに様々なテーマでリスナーとの2WAY企画やアーティストゲスト、DJの爽やかなトークを展開していた。
2008年10月2日をもって終了。後続番組は『FLiPLiPS』で、担当DJの一人であった加藤真樹子は同番組に続投した。

## 放送時間
- 月 - 木曜 13:00 - 16:00
  - 原則祝日に当たる日は「FM802 HOLIDAY SPECIAL」を放送するため、当番組は休止または放送時間が短縮されることがあった。

## DJ

### 本番組終了時
- 加藤美樹（1998年7月 - 2008年10月1日）[3] - 月・火曜日担当[4]
- 加藤真樹子（2006年10月 - 2008年10月2日）[5] - 水・木曜日担当[4]

### それ以前のDJ
月・火曜日担当
- 小田靜枝（1997年4月 - 1998年6月）[1]

水・木曜日担当
- 金子奈緒（1997年4月 - 1999年9月）[1]
- 仁井聡子（1999年10月 - 2002年9月）[6]
- 岡本祐佳（2002年10月 - 2006年9月）[7]

## 主なコーナー
HAPPY POCKETS
月 - 木曜 14:20 - 14:50
本番組スタート当初のコーナー。講談社提供。
LUCKY STRIKE MUSIC JUNCTION
月 - 木曜 14:20 - 14:50
本番組スタート当初のコーナー。ラッキーストライク提供、1998年まで。
au MY FAVORITE TIME
月 - 木曜 13:20 - 13:35
au（KDDI）提供。週替わりのテーマでお気に入りのナンバーを紹介する。
LOTTE GOOD TIME -JACK IN THE BOTTLE-
火曜 14:15 - 14:45
ロッテ提供。毎回オンエアする4曲を手がかりに、ある共通するキーワードをリスナーから回答を募集する。正解したリスナー3名にロッテのキシリトールガムが入ったフラワーボトルがプレゼントされた。
HOMES GOOD TIME -TASTE OF LIFE-
木曜 14:15 - 14:45
ホームズ提供。
ムラサキスポーツ GOOD TIME -FEELIN' GROOVY-
ムラサキスポーツ提供。「憧れの女性」をテーマに毎月1組のアーティストをピックアップする。
DHC -HEALING CAFE-
DHC提供。